# 鹤山市
鹤山市为中国广东省辖县级市，现由江门市代管。位于广东省南部珠江三角洲腹地，与佛山市南海区、顺德区隔西江相望，因市内有山形似仙鹤而得名。市人民政府驻沙坪街道。

## 歷史
新石器時代晚期（距今約四千年），鶴山境內已經有先民活動。
公元前214年，秦攻下百越，鶴山隨南越一同併入中原王朝，屬南海郡。
東晉至南北朝，有不少中原漢族在鶴山定居，這個時期的墓葬和文物時有發現。
清雍正九年七月己丑（1731年8月30日），划出新会古劳、新化、遵名三个都、开平双桥都及古博都部分置縣，因縣城北有山形似鶴而得名鶴山。此後縣名不變，屬肇慶府。
民国二年（1913年），县城迁至沙坪。此後隸屬關係多次改易，但鶴山屬廣東省不變。
1949年，鹤山县属粤中专区。
1952年5月，与高明合署办公，至1954年两县恢复建制。
1956年，鹤山县属佛山专区。
1958年，与高明合併為高鶴縣。
1981年12月7日，撤銷高鶴縣，恢復高明和鶴山兩縣。
1983年6月1日，实行市管县，鹤山县隶属江门市。
1993年11月8日，经国务院批准，同意撤销鹤山县，设立鹤山县级市。

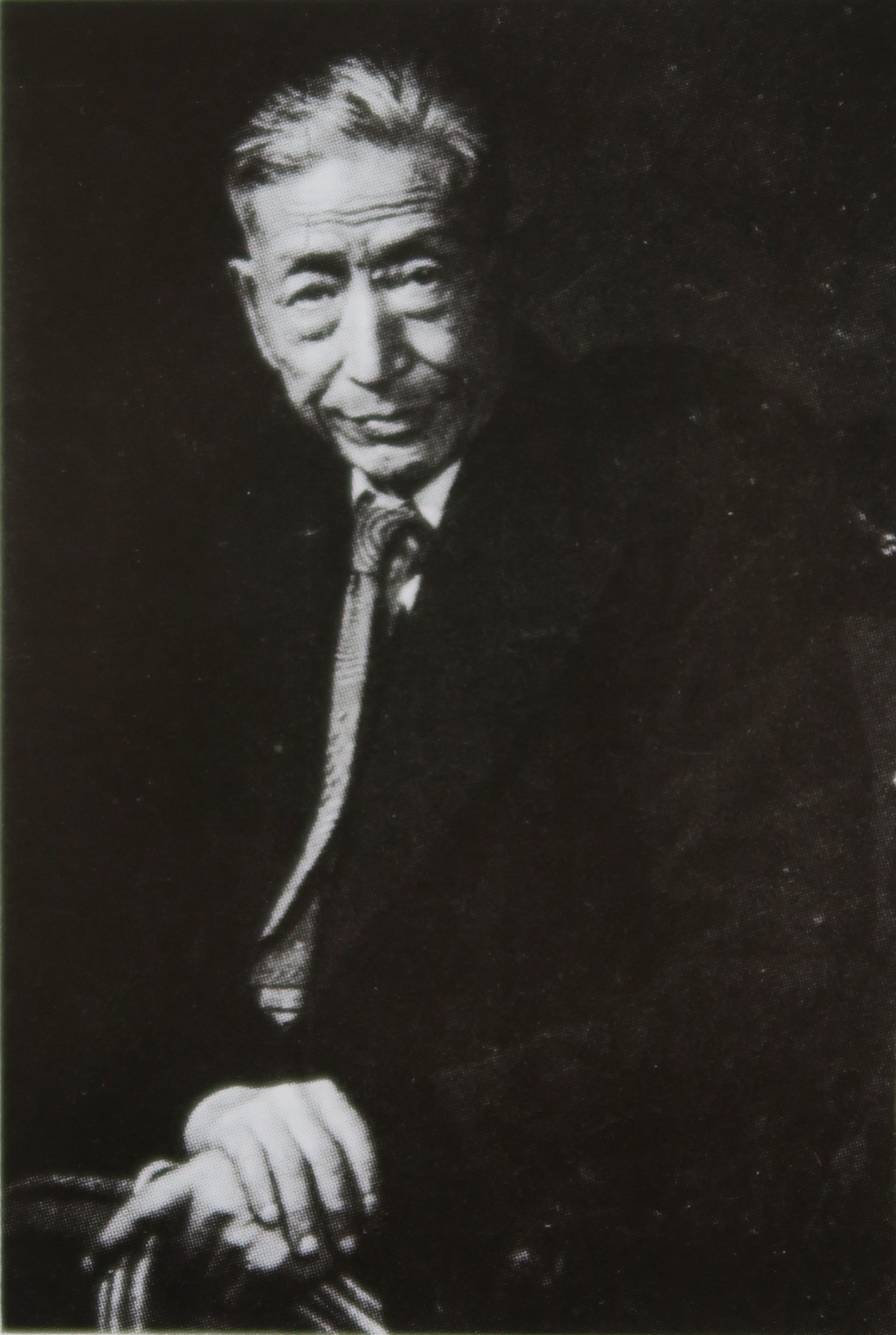
鶴山籍著名畫家李鐵夫

2012年12月3日，途經江门市鶴山的鐵路廣珠鐵路正式开通。廣珠鐵路始发站設在高栏港、江村站。設站鶴山市站。
2021年12月17日，珠肇高鐵开始建設。
2021年12月，鶴山市站更名為江門北站，南沙港鐵路正式開通。始發站設於江門北站及南沙港。
2022年3月，珠西國際物流中心一期落成。同月開出首列中老班列。
2022年4月28日，珠西國際物流中心江門北站開行首列中歐班列，路線為江門北站-阿拉山口-波蘭馬拉舍維奇-德國漢堡-德國杜伊斯堡。

## 語言
鹤山市全境通行标准粵語和普通话，本地方言有鹤山话、四邑方言、客家話三种。从地域分布来看，北部龙口、桃源、沙坪、古劳一带通行鹤山话（沙坪话、古劳话），雅瑶一带通行四邑方言（雅瑶话），中部鹤城、共和等地通行客家话。
1980年以後外來人口大量增加，使得四邑方言使用人口比例下降。造成不少家庭一家多语。今日一個鹤山客家家庭的語言情況很可能是：祖父母讲客家話，父母兩人用四邑方言對話，子女私下以標準粤语交談，子女在校用普通话溝通。

## 地理
鶴山市地處珠江三角洲西側，中部較高，東南低平，東部西江沿岸為沖積平原。

### 氣候
1月份均溫12.9℃，七月均溫28.3℃，年均降水量1,800毫米。属于熱帶季風氣候，境内具有海洋气候特征。

## 行政区划
鹤山市下辖1个街道办事处、9个镇：
沙坪街道、龙口镇、雅瑶镇、古劳镇、桃源镇、鹤城镇、共和镇、址山镇、宅梧镇、双合镇、广东省江门监狱和江门市四堡林场。

## 人口
根据第七次全国人口普查数据，截至2020年11月1日零时，鹤山常住人口为530684人。
2021年末，鹤山市常住人口53.84万人，城镇人口比重为63.48%。户籍人口总户数12.22万户，户籍总人口39.16万人；全年出生人口3281人，出生率8.4%。

### 華僑華人
祖籍鶴山的華僑華人有二十五萬之衆，分佈在八十三個國家和地區，此外，祖籍鶴山的港澳臺居民約為二十萬。

### 鶴山名人
- 李鐵夫： 畫家
- 李國寶： 香港銀行家
- 李美珊： 1986年香港小姐冠軍
- 易建聯： 資深籃球運動員
- 梁慧吾：生前是收藏家和藝術家[6]
- 任詠華教授：美國科學院外籍院士，2011年獲得世界傑出女科學家獎

## 資源
- 礦藏：稀土、鉛、鋅、銅、磷、鉀、長石、泥炭土等。
- 林木：勒竹、石竹、馬尾松、濕地松、杉、柏、格木等。
- 中藥材：崩大碗、了哥王、半枝蓮、金銀花等。
- 野生動物：鷓鴣、斑鳩、山狸、果子狸、黃猄、白鼻仔、蠎蛇等。

## 經濟
鶴山是廣東省商品糧生產基地，有豐富的農產品及大量的工業企業，產出良好。

### 農業

#### 農產品
稻、花生、茶葉、煙草、甘蔗、黃麻、水果、蠶桑等

### 工業

#### 涉及行業
紡織、機械、製衣、食品、建材、水泥、造紙、印刷、造船、電子、化工、單晶硅等

#### 工業產值
2005年鶴山市生產總值87億7千萬元人民幣，人均生产总值19321人民币。2023年上半年鹤山市地区生产总值223.83亿元，工业增加100.43亿元。

### 物流
珠西國際物流中心設有：

#### 國內班列
- 江門北站-盐田港
- 江門北站-高欄港
- 江門北站-南沙港

#### 國際班列
- 江門北站-老挝
- 江門北站-阿拉山口-波蘭馬拉舍維奇-德國漢堡-德國杜伊斯堡

## 能源
綠湖沼氣電站

## 工業
- 广东德塑科技集团有限公司
- 华山泉食品饮料有限公司
- 联塑鹤山联塑实业发展有限公司
- 东望洋（江门）食品有限公司
- 广东（江门）硅能源产业基地隆基园区-隆基绿能
- 信义玻璃
- 东古调味食品有限公司
- 广东欣龙隧道装备股份有限公司
- 联塑班皓
- 恒保防火玻璃厂有限公司
- 格莱仕车业有限公司（共和镇）
- 千科卫浴科技有限公司
- 伊尔乐厨具电器有限公司
- 鹤山市爱琴湾文化产业发展有限公司
- 泰源贸易有限公司
- 宅梧镇文盛木业有限公司
- 域生化工有限公司
- 鹤城镇豪天明品金属制品厂
- 宝源纺织有限公司
- 址山房地产开发有限公司
- 喜双逢农业科技有限公司
- 珍兴再生资源有限公司
- 德信消防市政工程有限公司
- 豪山厨房器具（中国）有限公司
- 江门市态和然生态农业有限公司
- 墟岗黄家禽种业集团有限公司
- 嘉米基光电科技有限公司
- 新中南电缆有限公司
- 光明制伞有限公司
- 雅瑶隔朗五金实业有限公司
- 北丰家用纺织品有限公司
- 鹤城镇南仔仔食品厂
- 鶴城嘉禾花生食品
- 址山汇龙五金卫浴器材厂
- 雅瑶鎮鎰富食品加工廠

## 交通

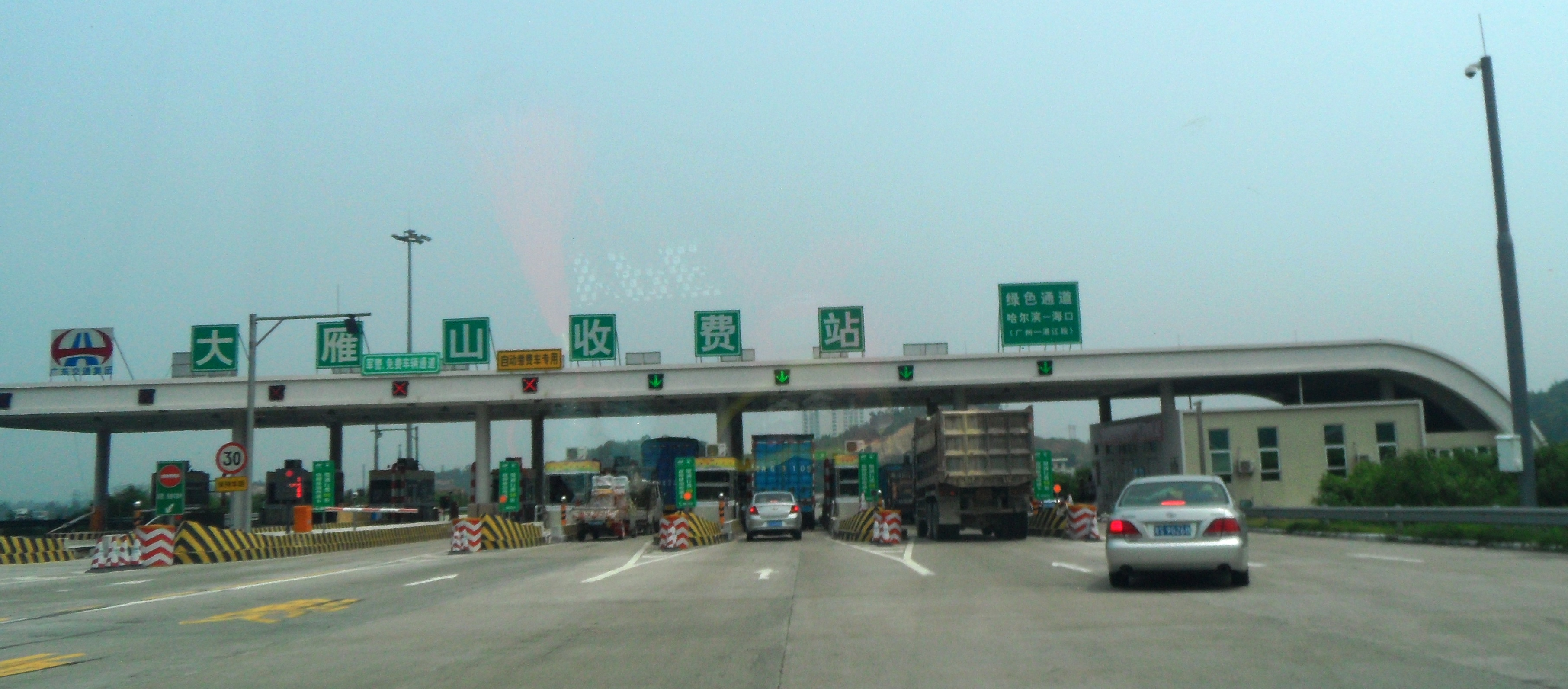
江门市滨江大道大雁山收費站

佛開高速公路大雁山收費站

### 高速公路
佛開高速公路、 深岑高速公路、 珠三角環線高速公路、江鹤高速公路  240国道、 325国道斜貫市境。

### 港口
鶴山港為對外開放口岸。

### 铁路
广珠铁路南沙港铁路汇聚于此地。
江门北站為貨運铁路站，設於龍口鎮，2021年开始客运化改造。

### 高铁城轨
珠肇高速铁路江佛段正在建設中。

## 旅遊

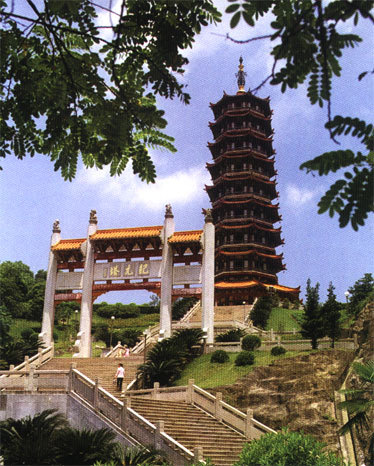
大雁山纪元塔

大雁山、東坡亭、鐵夫畫閣（畫家李鐵夫的书阁）、大凹关帝庙、霄乡古村、古劳水乡濕地。鹤城将军陵、八角亭（文革時期被毀后重建）全市最高峯大昆山、全省最长隧道～彩虹岭隧道，总长超过4公里，757地質队遗址。

## 特產
古勞麵豉、南洞鹹脆花生、雲鄉和鶴城腐竹、雙合西瓜、址山蒜頭、大頂苦瓜、古蠶粉葛等。

## 教育

鹤山一中

- 高中（职高）
  - 鹤山市第一中学
  - 鹤山市鹤华中学
  - 鹤山市纪元中学
  - 鹤山市第二中学
- 初中
  - 鹤山市实验中学
  - 鹤山市沙坪中学
  - 鹤山市昆仑学校(民办)
  - 鹤山市碧桂园学校(民办)
  - 鹤山市古劳中学
  - 鹤山市第二中学
  - 鹤山市第三中学
  - 鹤山市雅瑶中学
  - 鹤山市共和中学
  - 鹤山市桃源中学
  - 鹤山市址山中学
  - 鹤山市龙口中学